# Temze-alagút
Az 1843. március 25-én átadott Temze-alagút az első olyan alagút, amely a meder alatt köti össze egy folyó két partját.

## Tervezése
London délkeleti részén, Rotherhithe és Wapping között nem lehetett hidat építeni a Temze felett, mert zavarta volna a kikötők hajóforgalmát, de a két part közötti kapcsolat miatt nagy szükség lett volna rá. 1805-ben megalakult a Thames Archway Company, amely azt a célt tűzte ki maga elé, hogy alagúttal köti össze a folyó által elválasztott két városrészt. A társaság Richard Trevithick mérnököt bízta meg a kezdeti lépések felügyeletével. A tesztalagutat a korban szokásos módon építették: a kivájt szakaszt deszkákkal dúcolták alá. Ez azonban nem tartotta meg a meder alatti nedves és omladékony kőzetet, és a vízbetörések miatt a munkát abba kellett hagyni. A társaság 1809-ben feloszlott. A Thames Archway Company kísérletéhez hasonló okok miatt fulladt kudarcba egy másik kezdeményezés is.
1824-ben megalakult a Thames Tunnel Company, amely Marc Isambard Brunel francia származású mérnököt bízta meg az alagút megépítésével. Az építész Chelsea-ből Blackfriarsba költözött, hogy közel legyen az építkezéshez. A munkálatok 1825 márciusában kezdődtek a rotherhithe-i Szűz Mária-templom közelében.
Az első téglát Marc Isambard Brunel, a másodikat fia, a mindössze 19 éves Isambard Kingdom Brunel, a viktoriánus kor későbbi legnagyobb építésze és mérnöke helyezte el. A munkások először egy 15,24 méter átmérőjű, 12,8 méter magas téglahengert építettek egy vasgyűrűre, majd belülről elkezdték kiásni a földet. A gyűrű és az építmény a tégla súlyától szép lassan lesüllyedt a föld alá. Ez a téglahenger lett az alagúthoz levezető akna.

## A pajzs
Marc Isambard Brunel korszakos újítása az úgynevezett pajzselővájó, a mai modern fúrópajzsok elődje volt, amelyet 1818-ban szabadalmaztatott. A Temze-alagút építése során használt szerkezetet Henry Maudslay építette. Brunel saját bevallása szerint a berendezés elvét a hajóférgek fafúrási technikájáról mintázta.
A pajzselővájó a következő módon működött: présekkel előretoltak egy fogazott, téglalap alakú acéllemezt, amely akkora volt, mint a későbbi alagút átmérője. A munkások ennek a berendezésnek a védelmében kivájták az alagutat, a kitermelt földet és kőzetet pedig a felszínre hordták. Amikor a megfelelő méretűre vájták a kőzetet, a pajzsot újra előbbre nyomták. A falazó munkások közvetlenül a berendezés mögött dolgoztak. Az elővájó három emeleten elhelyezett 36 cellából állt, mindegyikben egy munkás dolgozhatott. A berendezést mindig csak 11 és fél centiméterrel, egy téglányival tolták előbbre.

## Az alagútláz
Miután a téglahengerbe leengedték a pajzsot, megkezdődhetett a munka. Brunel a próbafúrások alapján úgy számított, hogy szilárd agyagban halad majd a berendezés, de kavics, homok és szennyezett víz ingatag elegyébe ütköztek, ami még veszélyesebbé tette a munkát. Az állandóan szivárgó víz megmérgezte az alagút levegőjét, és lázat, vakságot okozott; 1825 novemberében Marc Isambard Brunel is megbetegedett. 1826 áprilisában a rettentő körülmények miatt lemondott William Armstrong vezető mérnök, helyét a tervező alig húszéves fia vette át.
Az ifjabbik Brunel bizonyítani akart, ezért szinte folyamatosan a mélyben volt, és rövid szunyókálásaihoz is csak egy kőműves pallót választott. Apja féltette az egészségét, ezért három segítőt nevezett ki mellé. Egyikük meghalt, a másik megvakult a bal szemére. 1826 őszén a fiatal főmérnök is megbetegedett.

## Vízbetörések

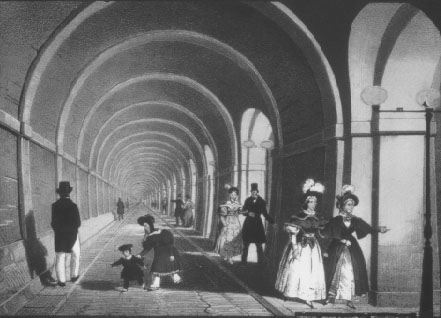
Az alagút, amikor még csak gyalogosok használták

Marc Isambard  Brunel még nem ismerte a túlnyomásos alagútépítkezést, így nem tudta meggátolni, hogy a Temze többször is betörjön a munkaterületre. A folyó tizenegy alkalommal árasztotta el kisebb-nagyobb mértékben az alagutat.
1827. május 18-án a víz betört az alagútba, és végighömpölygött benne. Szerencsére a munkásoknak maradt idejük, hogy elérjék a felszínre vezető aknát. Isambard Kingdom Brunel 24 órán belül ismét az alagútban volt egy búvárharangban, amelyet a West India Dock Company-től kölcsönöztek, hogy megvizsgálja a víz pusztítását. A lyukakat féléves munkával vasrudakkal és több ezer, agyaggal töltött zsákkal tömték be.
A vízbetörések ugyan lassították, de nem állították le teljesen a munkát, ugyanis a víz által vájt lyukakat minden alkalommal lezárták, majd a vizet kiszivattyúzták. Isambard Kingdom Brunel 1827 márciusában fényűző bankettet adott a készülő alagútban, hogy meggyőzze a kétkedő embereket a létesítmény biztonságáról. Egy évvel később, 1828. január 12-én a fiatal mérnök majdnem meghalt egy vízbetörésben. Brunel éppen a pajzson állt, amikor a bezúduló víz elsodorta: az áradatban csúnyán megsérült a lába. Munkája ezzel véget is ért, Bristolba ment lábadozni. A vízbetörés hat munkás életét követelte.
1828-ban anyagi nehézségek és a vízbetörések következményei miatt hét évre felfüggesztették a munkálatokat. Amikor újrakezdték, a korábbinál nagyobb pajzsot használtak.

## Sínek az alagútban

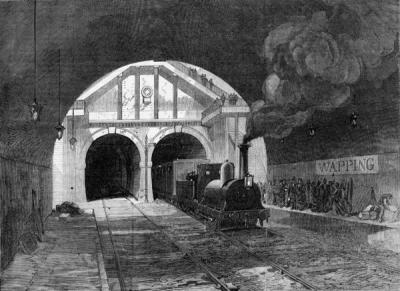
1870-ben már vonatokkal

A 11 méter széles, 7 méter magas, 406 méter hosszú alagút 18 év alatt készült el. A létesítmény a Temze szintje alatt 23 méterre húzódik, egy helyen mindössze négy méterrel halad a meder alatt. Az átadás napján ötvenezer ember sétált át a Temze túlsó partjára, az első tíz héten pedig egymillióan tették meg ezt az utat fejenként egy pennyért. Ez az elképesztő szám akkor értékelhető igazán, ha tudjuk, hogy a korabeli Londonnak kétmillió lakosa volt.
1865-ben az alagutat megvette az East London Railway Company vasúttársaság, és síneket fektetett le benne. Ma évente 14 millióan utaznak keresztül rajta. 2005-ben felújították az alagutat, ekkor – 140 évvel a létesítmény eladása után – ismét meg lehetett tekinteni gyalogosan a viktoriánus kor mérnöki remekművét.
Az alagútban átadása után évente egyszer bazárt rendeztek, amelyen mutatványosok is felléptek, és tudományos bemutatók is voltak. A viktoriánus korban az alagutat a világ nyolcadik csodájának nevezték, de egyben hírhedt volt az árkádjai alatt magukat kínáló prostituáltjairól és a gyalogosokra leső tolvajokról is. Az alagútban szuveníreket is lehetett vásárolni.
Marc Isambard Brunelt 1841-ben lovaggá ütötte Viktória királynő, aki maga is felkereste az alagutat.